# Імертубані
Імертубані (груз. იმერთუბანი) — село в Грузії.
За даними перепису населення 2014 року в селі проживає 210 осіб.